# Varzy
Varzy é uma comuna francesa na região administrativa de Borgonha-Franco-Condado, no departamento Nièvre. Estende-se por uma área de 41,57 km². Em 2010 a comuna tinha 1 356 habitantes (densidade: 32,6 hab./km²).